# Genocídio yazidi
Genocídio yazidi é um massacre perpetrado por militantes do grupo terrorista Estado Islâmico do Iraque e do Levante (EIIL) contra membros da etnia yazidi no Iraque, começando em agosto de 2014. A Organização das Nações Unidas (ONU) classificou os assassinatos como genocídio.
O genocídio levou a expulsão, fuga e efetivo exílio dos yazidis de suas terras ancestrais no território norte iraquiano, na área do Curdistão. Muitas mulheres yazidis foram sequestradas e usadas (ou vendidas) como escravas sexuais e é estimado que pelo menos 5 000 yazidis foram mortos, muitos durante as chamadas "campanhas de conversões forçadas" perpetrado principalmente no norte do Iraque pelos terroristas do EIIL em meados de 2014.
A perseguição feita pelo Estado Islâmico contra os yazidis trouxe atenção e condenação internacional, sendo a principal justificativa usada pelos Estados Unidos e seus aliados a iniciar uma intervenção militar no Iraque para deter os terroristas que perpetravam os massacres. Os americanos, britânicos e australianos realizaram também uma operação de ajuda aos yazidis presos nas montanhas de Sinjar, levando a eles suprimentos (como comida, remédio e água). Os aliados ocidentais também deram armas aos milicianos curdos Peshmerga e as chamadas Unidades de Proteção Popular.
Estima-se que pelo menos 500 000 pessoas se tornaram refugiados e pelo menos 5 mil foram mortos e 7 mil mulheres foram sequestradas.